# 모던컴뱃 버수스
모던컴뱃 버수스는 게임로프트에서 개발중인 모던컴뱃 시리즈 최신작인 다중 사용자 1인칭 슈팅 게임이다.
2016년 3월 22일, 영국 런던에서 진행된 게임로프트 자체 신작 발표회에서 최초로 인게임 스크린샷과 함께 공개되었다.
이후 2016년 10월 13일, 게임로프트 공식 유튜브 채널에서 Gameloft Winter 2016/17 Blockbuster Showreel이라는 제목의 영상을 통해 0:24 부분에서 《모던컴뱃 버수스》 인게임 플레이 영상이 공개되었다.
2017년 4월 5일, 오리엔테이션 영상이 공개되었다. 주로 게임의 세계관과 세력에 대한 설명이 담겨 있다.
2017년 5월 19일, 소프트 런칭 트레일러를 통해 2번째 인게임 플레이 영상이 공개되었다.
2017년 6월 6일, Modern Combat Versus: Pre-Register NOW! 영상을 통해 3번째 인게임 플레이 영상이 공개되었다.

## 게임플레이
네 명의 플레이어로 구성된 두 팀간의 전투가 기본으로 한다. 플레이어는 게임 매칭 검색 전에 각각 독특한 능력과 역할을 가진 에이전트 중 3 명을 선택하여 매칭을 검색한다. 에이전트의 역할군 종류는 공격군, 암살자, 방어군, 특수병으로 총 네 가지다. 매칭이 검색되고 매칭 시작 화면에서 플레이어가 게임 매칭 검색 전 선택한 3 명의 에이전트 중 한 명을 선택하여 플레이하게 된다. 에이전트는 게임 중 사망시 매칭 전 플레이어가 선택한 3 명의 에이전트 중에서 교체가능하다. 모던컴뱃 버수스는 지역 점령 게임모드로 진행된다. 맵의 일정 지역을 가장 오래 점령한 팀이 승리한다.

## 에이전트
플레이어가 모던컴뱃 버수스를 플레이하기 위해 필요한 요소이며, 에이전트마다 자신만의 특수 능력과 역할, 그리고 장비를 갖추어져 있으며 역할은 공격군, 암살자, 방어군, 특수병으로 총 네 가지다. 에이전트가 특수 능력을 사용하려면 최소한 이상의 에너지가 필요한데, 이것 역시 에이전트마다 특수 능력을 사용하기 위한 에너지량이 다르다.